# 小行星1760
小行星1760（1760 Sandra）是一颗围绕太阳公转的小行星。1950年4月10日，歐內斯特·倫納德·詹森在约翰内斯堡发现了此天体。
該小行星以詹森的孫女命名。
这颗小行星的绝对星等为333.5110698986808等。